# Passeport de compétences informatique européen

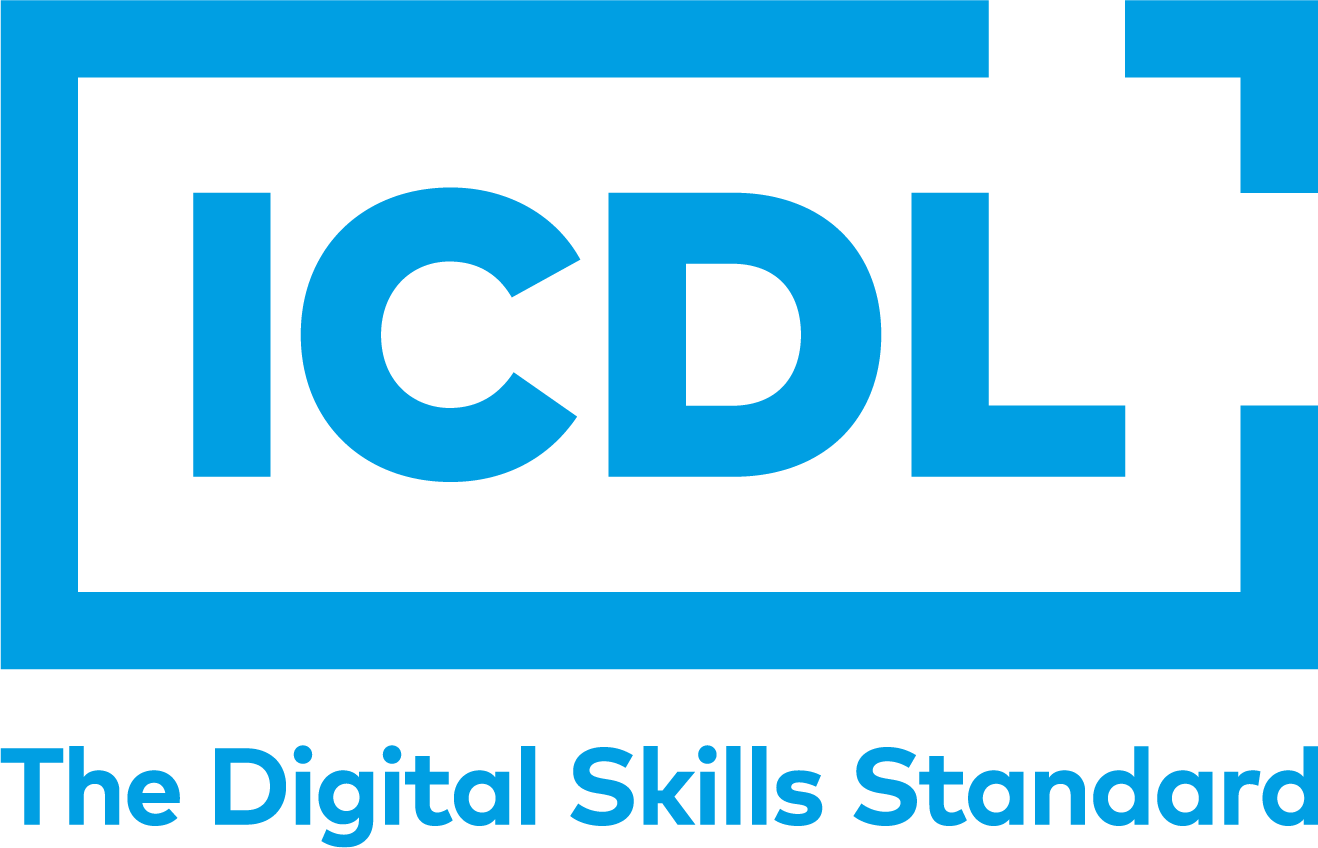
Logo de l'ICDL depuis 2019

L'International Certification of Digital Literacy (ICDL) ou passeport international de compétences informatiques est un certificat internationalement reconnu de l'acquisition de connaissances et de compétences numériques. Connu auparavant sous le nom de European Computer Driving License (ECDL) ou permis de conduire informatique européen, le programme de certification a été rebaptisé ICDL en 2019, également dans l'espace européen, et son contenu a été actualisé et adapté aux besoins du marché du travail. Le certificat atteste des connaissances et des compétences essentielles qui contribuent à l'employabilité dans un monde du travail numérisé. Les certificats ECDL conservent leur validité après le changement de nom.
Le programme ECDL/ICDL est proposé dans le monde entier depuis 1997 et est désormais répandu dans plus de 100 pays. La coordination internationale est assurée par la fondation ICDL, une organisation à but non lucratif.
Les examens du programme ICDL sont des examens internationaux standardisés qui se déroulent en ligne. Depuis l'apparition du COVID-19, les examens ICDL peuvent également, sous certaines conditions, être passés sous surveillance en ligne, de sorte que ni l'examinateur ni le candidat ne doivent quitter leur domicile.

## Historique
Le passeport de compétences informatique européen, abrégé en PCIE ou maintenant ICDL pour International Computer Driving Licence ou auparavant ECDL pour European Computer Driving Licence, littéralement « permis de conduire un ordinateur » est un certificat d'aptitude qui atteste que le titulaire a les connaissances de base pour utiliser un ordinateur ainsi que les principaux outils bureautiques.
Créé par le Council of European Professional Informatics Societies (CEPIS), le passeport de compétences informatique européen est devenu le standard mondial avec 150 pays et plus de 14 millions de candidats. Le nom  ICDL Europe (International Computer Driving Licence) est maintenant le nom officiel ; il se traduit en « Passeport international de compétences informatiques ». En français, il se dit « Certification ICDL ».

## Organisation

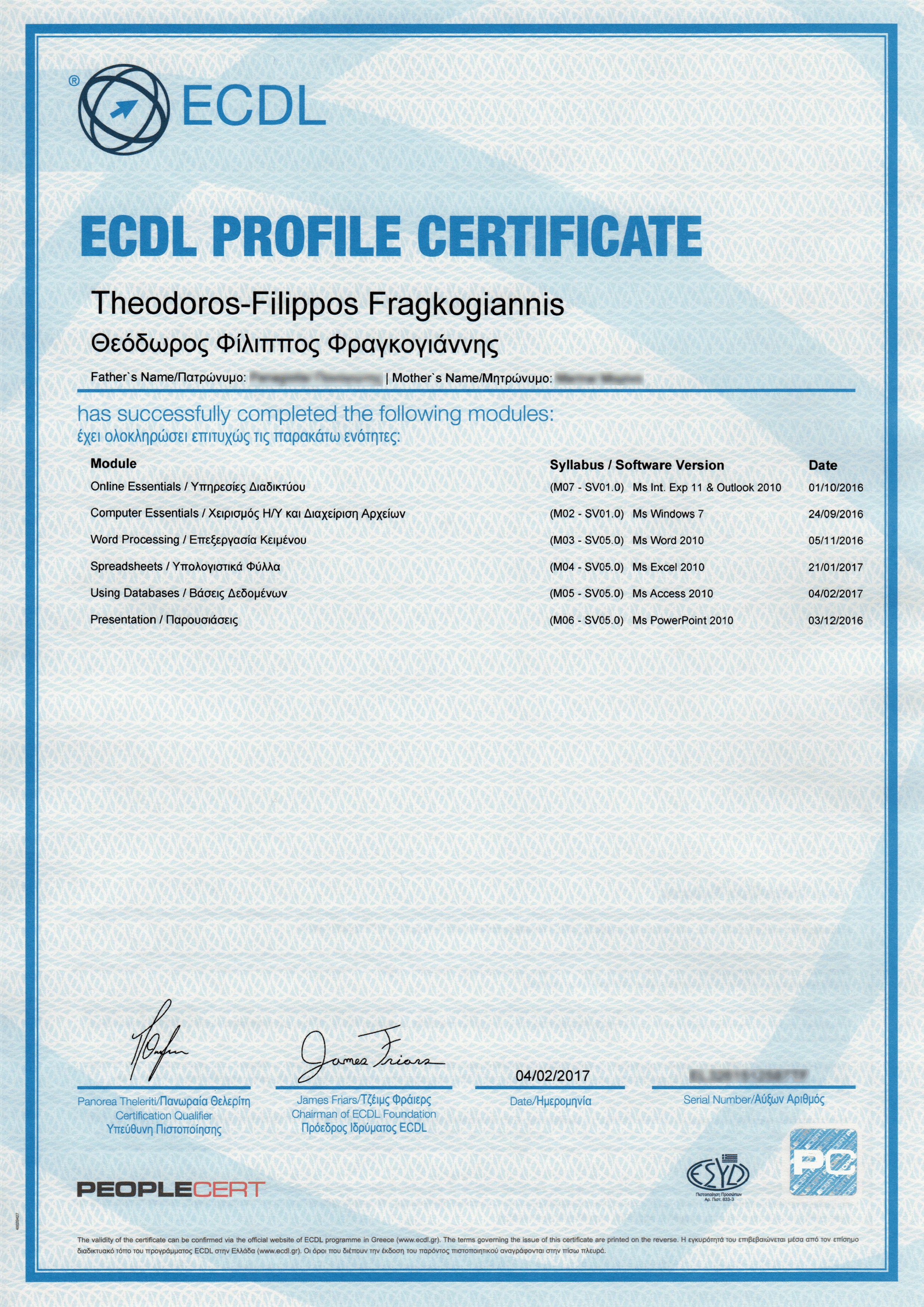
Certification ECDL Profile délivré en Grèce en février 2017.

DigComp est un cadre de compétences numériques créé par la Commission européenne. Il vise à aider au développement et à la compréhension des compétences numériques en Europe. ICDL est une implémentation de DigComp. ICDL peut être utilisé comme une mesure des compétences numériques qui est compatible avec DigComp.
Le processus de certification et le référentiel de compétences associées sont édictés par un organisme international indépendant, la Fondation ICDL.
Le « passeport »  est flexible et l'acquisition de la certification peut être progressive : carte d'aptitudes, certificat modulaire, attestation de score. Dans chaque pays, une structure a été mise sur pied pour prendre en charge la promotion et la gestion du passeport.

### En France
La société Euro-Aptitudes, créée en 1996 assure la promotion du PCIE sur l'ensemble du territoire national.
Plus de 550 centres de tests sont présents en métropole et dans les DOM-TOM : organismes de formation privés, ELAN Formation, APP, CCI, CMA, AFPA, Lycées, écoles supérieures, centres EPIDE (Établissement pour l'insertion dans l'emploi), et de nombreuses entreprises comme Renault, Cofiroute, C2S, Groupe Mousquetaires, Banque de France, KPMG, Unibail et la mairie de Cannes.
L'ANPEP de Apt fait passer cette certification depuis fin 2016.